# 대한민국 민법 제656조
대한민국 민법 제656조는 보수액과 그 지급시기에 대한 민법총칙 조문이다.

## 조문
제656조(보수액과 그 지급시기) ①보수 또는 보수액의 약정이 없는 때에는 관습에 의하여 지급하여야 한다.
②보수는 약정한 시기에 지급하여야 하며 시기의 약정이 없으면 관습에 의하고 관습이 없으면 약정한 노무를 종료한 후 지체없이 지급하여야 한다.

第656條(報酬額과 그 支給時期) ①報酬 또는 報酬額의 約定이 없는 때에는 慣習에 依하여 支給하여야 한다.
②報酬는 約定한 時期에 支給하여야 하며 時期의 約定이 없으면 慣習에 依하고 慣習이 없으면 約定한 勞務를 終了한 後 遲滯없이 支給하여야 한다.

## 참고 문헌
- 오현수, 일본민법, 진원사, 2014. ISBN 978-89-6346-345-2
- 오세경, 대법전, 법전출판사, 2014 ISBN 978-89-262-1027-7
- 이준현, LOGOS 민법 조문판례집, 미래가치, 2015. ISBN 979-1-155-02086-9